# Guiorgui Kvirikaixvili
Guiorgui Kvirikaixvili (georgià: გიორგი კვირიკაშვილი)  (Tbilisi, 20 de juliol de 1967) és un polític georgià que fou primer ministre del seu país del 30 de desembre de 2015 al 13 de juny 2018, quan dimití arran de diversos episodis de protestes populars a Geòrgia i de discrepàncies internes dins el seu partit, Somni Georgià. Abans d'accedir al càrrec de primer ministre fou ministre d'economia i desenvolupament sostenible del 25 d'octubre de 2012 fins a l'1 de setembre de 2015, ministre d'afers exteriors de l'1 de setembre de 2015 fins al 30 de desembre de 2015 i sots-primer ministre del 26 de juliol de 2013 fins al 30 de desembre del 2015.

## Biografia
Nascut a Tbilissi, va realitzar el servei militar obligatori de la Unió Soviètica de 1986 a 1988. Es titulà en medicina interna a la Universitat Mèdica estatal de Tbilissi en 1991 i en economia a la Universitat Estatal de Tbilissi en 1995. Obtingué un màster en finances a la Universitat d'Illinois en 1998.